# Püttlingen
Püttlingen is een gemeente in de Duitse deelstaat Saarland, en maakt deel uit van het Regionalverband Saarbrücken.
Püttlingen telt 18.318 inwoners.

## Delen van de gemeente Püttlingen
- Köllerbach (met Engelfangen, Etzenhofen, Herchenbach, Kölln, Rittenhofen, Sellerbach)
- Püttlingen (met Berg, Bengesen, Ritterstraße)

## Historie
Püttlingen was in de veertiende eeuw in het bezit van de heren van Forbach. In 1464 kreeg Filips van Sirck het als leen van het prinsbisdom Metz. De leenhoogheid ging in 1648 van het prinsbisdom Metz over aan het hertogdom Lotharingen. De hertogen beleenden in 1681 de heren van Kriechingen met de plaats. In 1766 ging de leenheerschappij van Lotharingen over aan de vorsten van Nassau-Saarbrücken, die in 1778 ook het eigendom van de plaats kochten. Het gemeentewapen vertoont twee velden van de graven van Kriechingen en een van graven van Nassau.
De plaats moet niet verward worden met Püttlingen in Lotharingen.

## Afbeeldingen

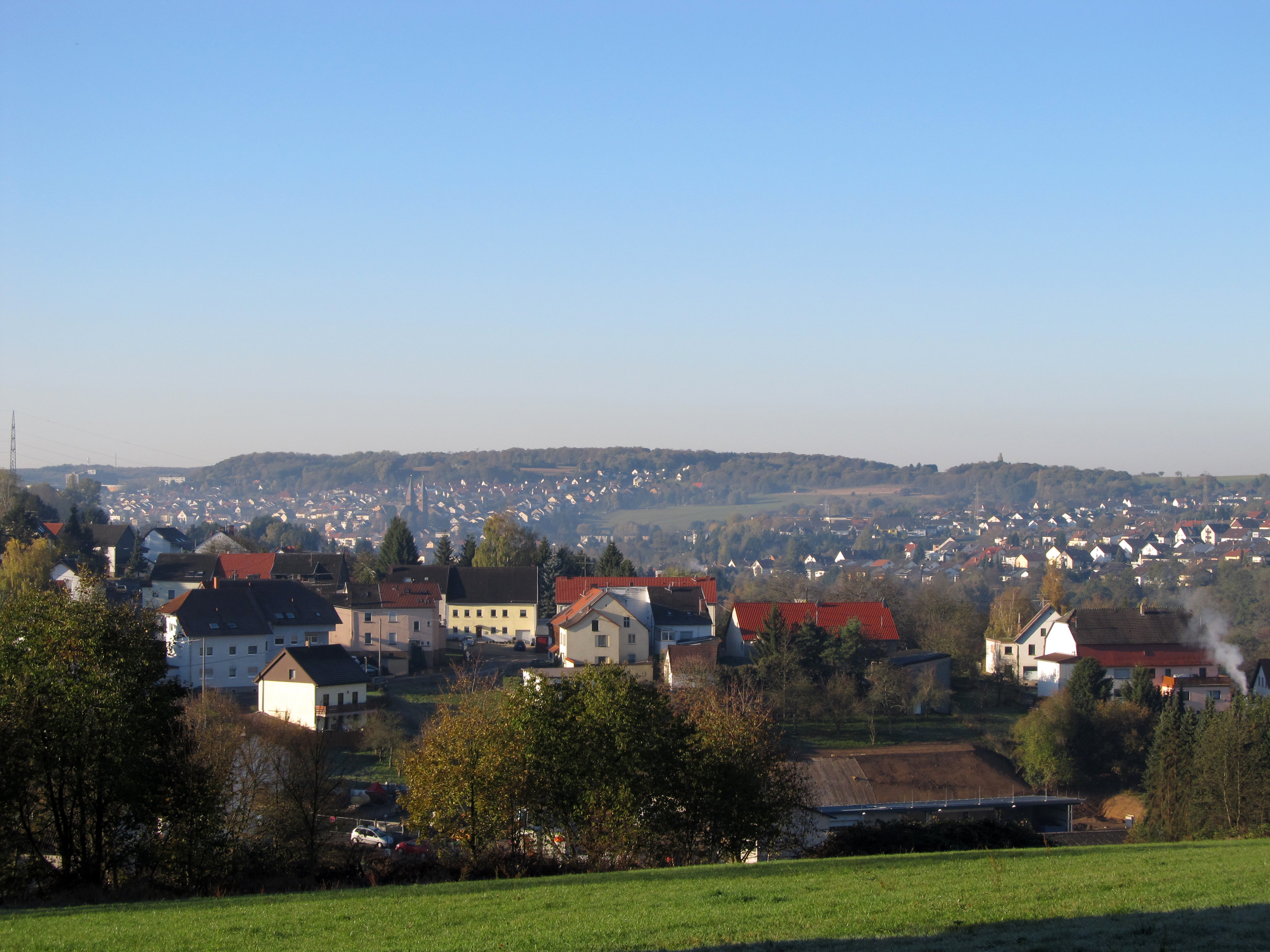
Gezicht op Püttlingen
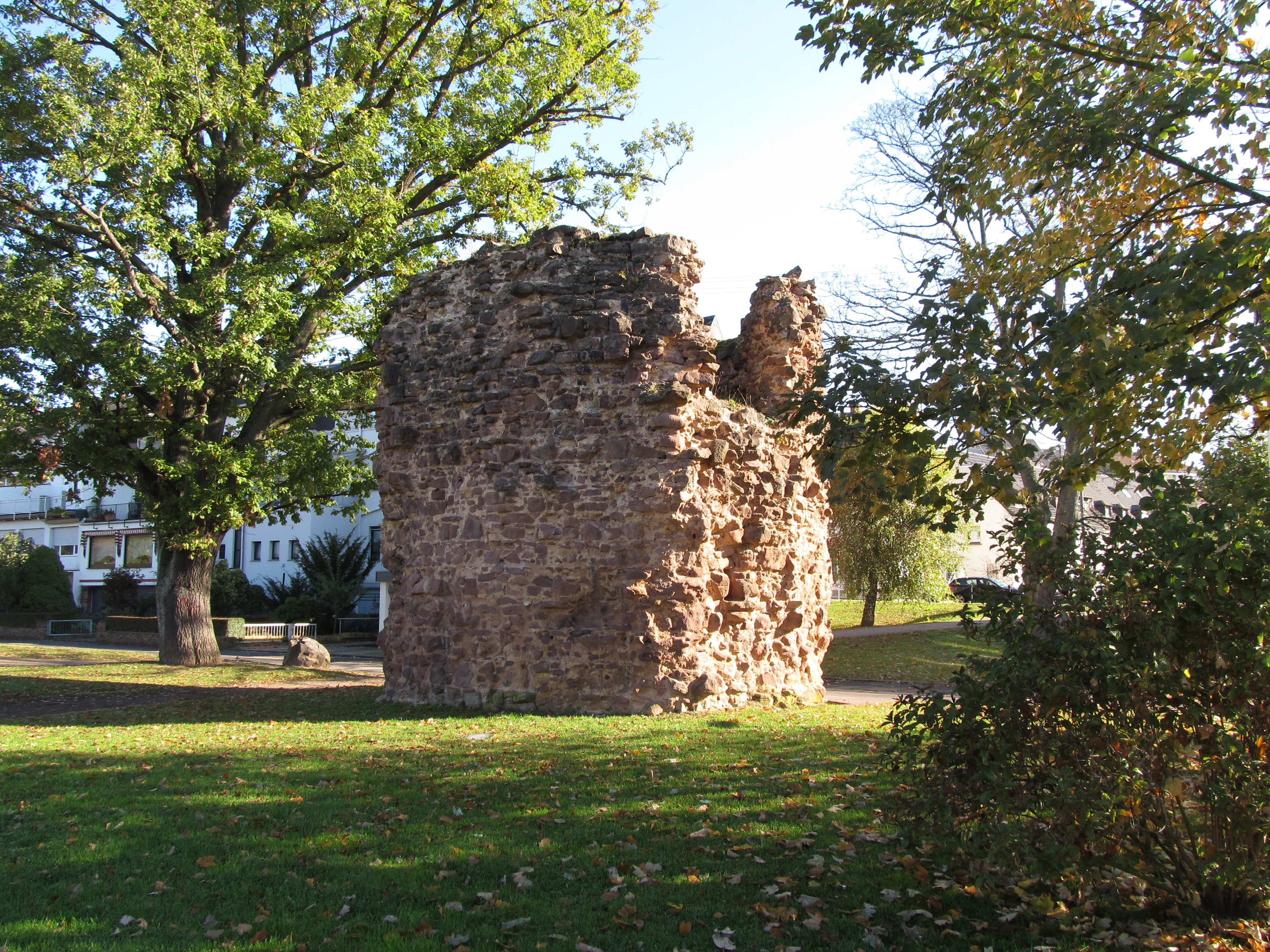
Hexenturm
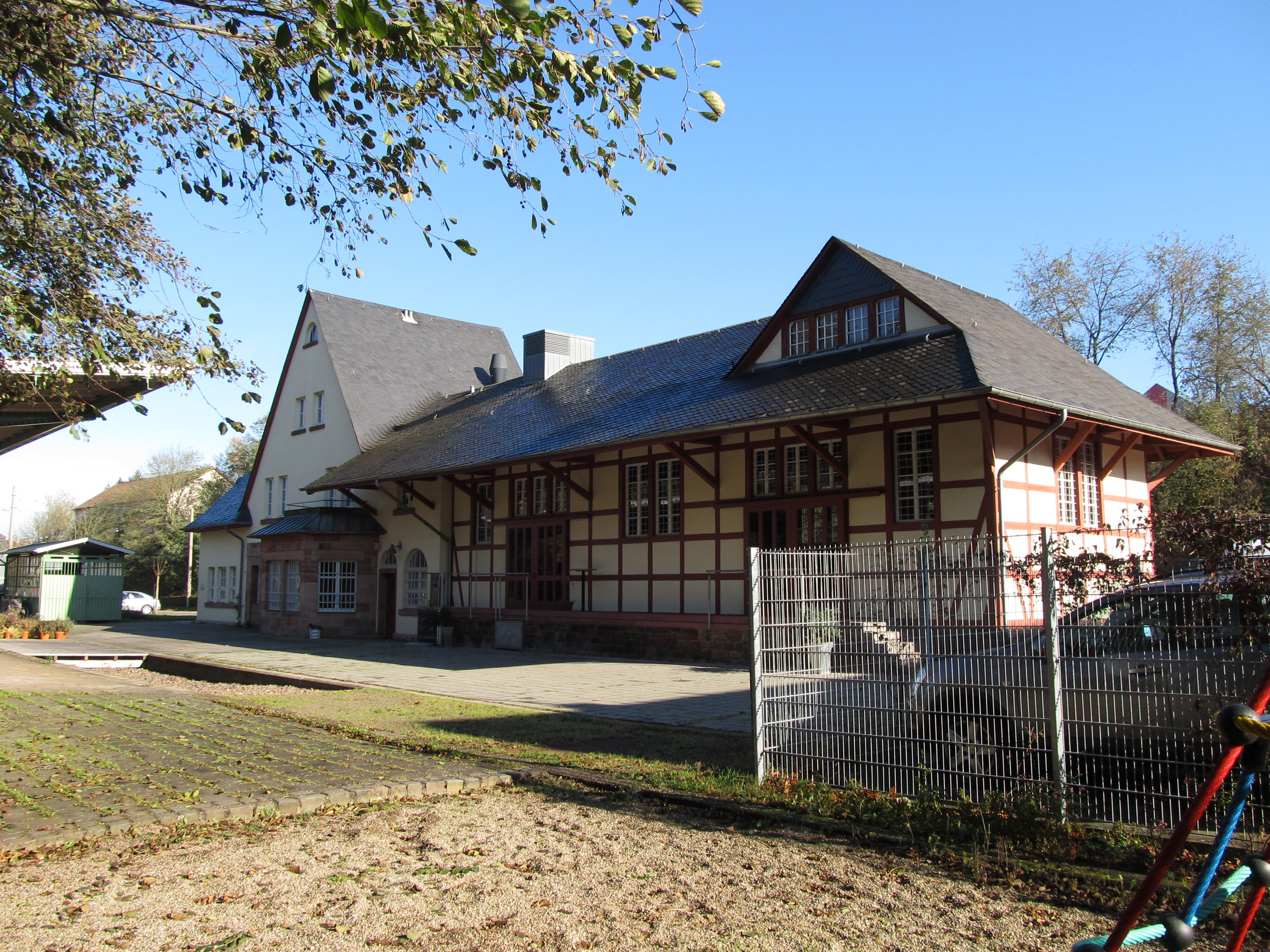
Voormalig station

Friedrichsthal ·
Großrosseln ·
Heusweiler ·
Kleinblittersdorf ·
Püttlingen ·
Quierschied ·
Riegelsberg ·
Saarbrücken ·
Sulzbach ·
Völklingen